# VF-1
Phi đoàn Chiến đấu số 1 (Fighter Squadron 1 - VF-1) là một đơn vị máy bay chiến đấu thuộc Hải quân Hoa Kỳ, được biết đến với biệt danh "Wolfpack" (bầy sói). Hiện tại, đơn vị đã được giải thể và các nhân viên được bố trí công việc mới sau khi tàu sân bay USS Ranger (CVA-61) thôi hoạt động.

## Lịch sử

biểu tượng của VF-1

F-14 thuộc phi đoàn VF-1

VF-1 được thành lập ngày 1 tháng 7 năm 1922. Vào tháng 1 năm 1925, VF-1 hoạt động trên tàu chiến, phi đội đã hoạt động trên 11 tàu chiến khác nhau. Vào ngày 16 tháng 11 năm 1927, tàu sân bay USS Saratoga (CV-3) được đưa vào hoạt động và VF-1 được biên chế trên tàu.
Phi đoàn sử dụng tên gọi VF-1 đến ngày 1 tháng 7 năm 1934, sau đó được đổi tên thành VB-2. Một năm sau đó, vào ngày 1 tháng 7 năm 1935, nó lại trở về với tên gọi VF-1 và 2 năm sau lại đổi tên thành VF-6. Trong suốt thời gian đầu, các phi công đã lái các loại máy bay Curtiss TS, Boeing F2B, Boeing F3B, Curtiss F8C, BFC Goshawk và Boeing P-12.
Lần thứ ba tên hiệu VF-1 xuất hiện khi một phi đoàn mới được thành lập vào ngày 1 tháng 5 năm 1943, sử dụng các máy bay Grumman F6F Hellcats. Đơn vị được biên chế vào hạm đội Thái Bình Dương và tham gia vào nhiều nhiệm vụ trong suốt Chiến tranh thế giới thứ hai. Vào năm 1944, đơn vị được tổ chức lại, được phân công nhiệm vụ tấn công Nhật Bản, đóng vai quan trọng trong nhiệm vụ tấn công các hàng không mẫu hạm và tàu chiến của Nhật Bản. Sau khi chiến tranh kết thúc, đơn vị thực hiện nhiệm vụ hộ tống các chuyến bay chở hàng tiếp tế, sau đó nó giải thể vào ngày 25 tháng 10 năm 1945.
Ngày 14 tháng 10 năm 1972, lần thứ thứ tư tên hiệu VF-1 được sử dụng cho một phi đoàn có biệt danh là "Wolfpack", với phù hiệu là một cái đầu sói màu đỏ, được thành lập tại sân bay hải quân Miramar (Naval Air Station Miramar), là một trong 2 phi đoàn đầu tiên được trang bị máy bay chiến đấu F-14 (phi đoàn còn lại là VF-2).
VF-1 được nhận chiếc F-14 đầu tiên vào ngày 1 tháng 7 năm 1973. Cuộc tuần tra trên biển đầu tiên của đơn vị là vào tháng 9 năm 1974 trên tàu sân bay USS Enterprise (CVN-65). VF-1 và VF-2 từng đã bay bên ngoài Sài Gòn trong cuộc di tản của người Mỹ vào tháng 4 năm 1975.
Tháng 9 năm 1980, VF-1 và VF-2 được chuyển sang tàu sân bay USS Ranger (CVA-61) và thực hiện nhiều cuộc tuần tra trên biển cho đến khi lại thay đổi một lần nữa vào năm 1984, đơn vị được điều đến tàu USS Kitty Hawk (CV-63). Năm 1986, họ lại trở về tàu Ranger và thực hiện nhiệm vụ cùng với tàu Ranger trong suốt chiến dịch bão táp sa mạc ở Iraq. Một máy bay F-14 của phi đoàn đã bắn hạ một chiếc trực thăng Mil Mi-8 của Iraq bằng tên lửa AIM-9 Sidewinder.
Tàu USS Ranger thôi hoạt động năm 1993 và VF-1 cũng giải thể vào năm 1993.

## Các bài liên quan
- VF-1 History
- VF-1 Wolfpack History